# Division d'infanterie Hannover
La division d'infanterie Hannover (en allemand : Infanterie-Division Hannover) est une des divisions d'infanterie de l'armée allemande (Wehrmacht) durant la Seconde Guerre mondiale.

## Historique
La division d'infanterie Hannover est créée le 7 mars 1945 à Hanovre dans le Wehrkreis XI en Basse-Saxe en tant que schattendivision avec deux régiments de deux bataillons.
La division Hannover est dissoute le 12 avril 1945 avoir été déployée dans la 547e Volksgrenadier Division.

Une autre source indique que la division Hannover a été déployée dans les 712e division d'infanterie et division 606e division zbV

## Ordres de bataille
- Grenadier-Regiment 1 Hannover
- Grenadier-Regiment 2 Hannover
- Artillerie-Abteilung Hannover
- Pionier-Kompanie Hannover